# Liebfrauenkapelle (Zwiefalten)

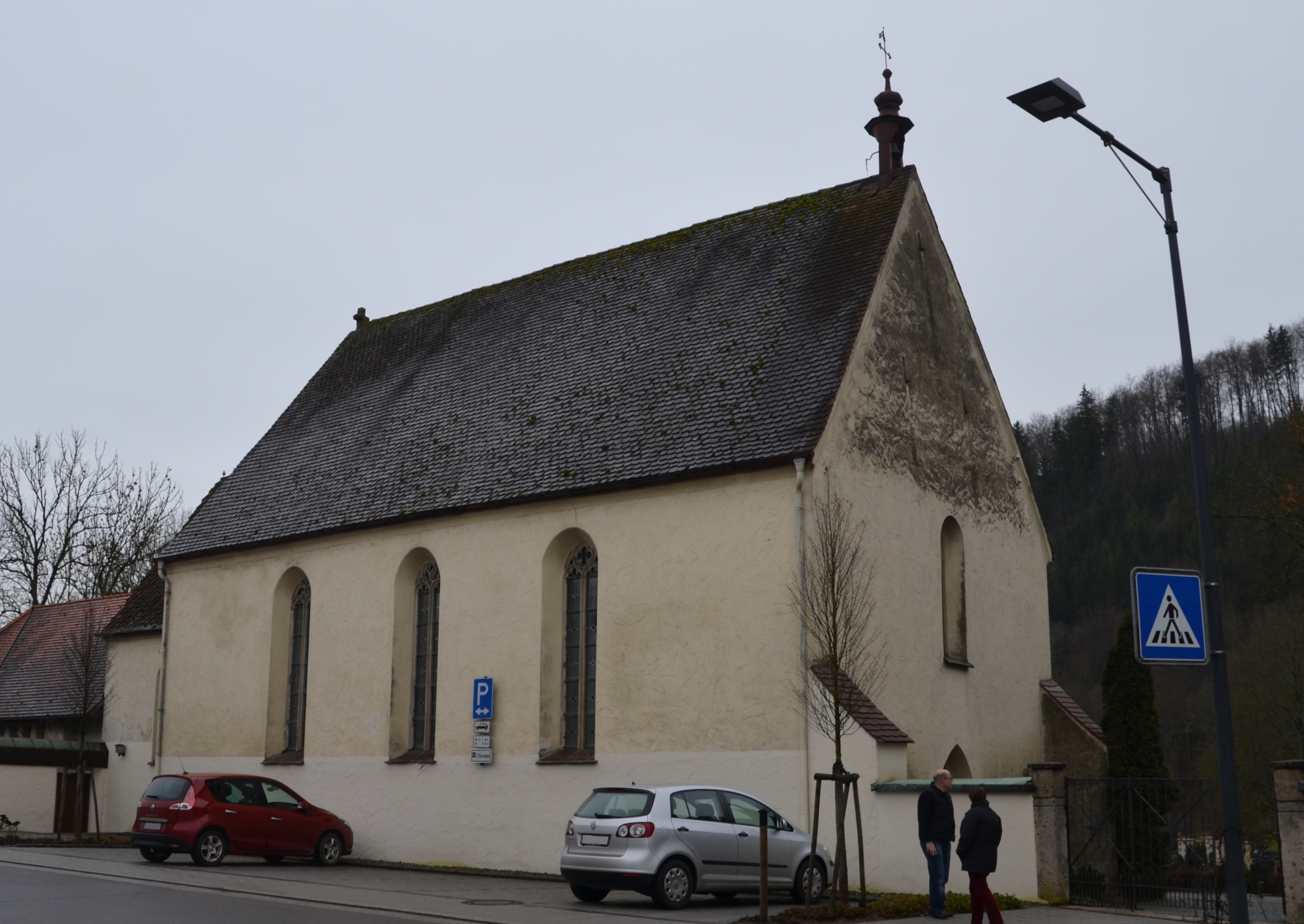
Liebfrauenkapelle von Nordwest

Die Liebfrauenkapelle ist eine Friedhofskapelle in Zwiefalten.
Die 22 Meter lange und 11 Meter breite Saalkirche mit einem eingezogenen Rechteckchor und einem kleinen Dachreiter, die 1750/60 eine neue barocke Ausgestaltung erfahren hat, geht auf ein im 14. Jahrhundert aufgelassenes Benediktinerinnenkloster zurück.
Sie entstand um 1751 auf der ehemaligen romanischen Klosterkirche St. Johannes (geweiht 1146) im gotischen Stil im Kontext einer Pestepidemie. Nach Mauerwerkbefunden des Landesamtes für Denkmalpflege Baden-Württemberg von 2010/11 handelt es sich bei der heutigen Erscheinungsform um eine, im Westen gekürzte, auf dem romanischen Mauerwerk basierende Kirche, die substanzielle Reste der alten Klosterkirche enthält und nicht, wie bis dahin angenommen, um einen gotischen Neubau.